# ミルチャ1世
ミルチャ1世（ルーマニア語: Mircea cel Bătrân、ブルガリア語: Мирчо Стари Mircho Stari、セルビア語: Мирча Стари/Mirča Stari、発音 [ˈmirt͡ʃe̯a t͡ʃel bəˈtrɨn]、? - 1418年1月31日）は、ワラキアの公（在位：1386年9月23日 - 1395年、1397年 - 1418年1月31日）。孫であるワラキア公ミルチャ2世と区別するため、老公の渾名で呼ばれる。
ワラキアと敵対したオスマン帝国の人間やドイツの歴史家ロウンクラヴィウスは、ミルチャを「キリスト教徒の公の中で最も勇敢であり、聡明な人物」と評した。19世紀以降、ルーマニアの歴史家は彼を指して「偉大なるミルチャ（ルーマニア語: Mircea cel Mare）」と呼んだ。

## 生涯
ミルチャ1世は、バサラブ朝の血統に連なるワラキア公ラドゥ1世の子として生まれる。1386年、異母兄であるダン1世から公位を奪った。
オスマン帝国の拡大に際して、オスマンを共通の敵とするハンガリー王ジギスムントと密接な関係を構築する。また、隣国のモルダヴィア公国と友好関係を保ち、1389年、モルダヴィア公ペトル・ムシャットを介してポーランド王ヴワディスワフ2世と同盟条約を結ぶ。同条約は1404年、1410年に更新された。同年10月のコソボの戦いにおいては、ワラキアはセルビア陣営に参戦した。
1390年からミルチャはオスマン帝国の支配下に置かれているドブロジャを奪還するため、遠征を実施する。1394年にオスマン皇帝バヤズィト1世が40,000の大軍を率いてダニューブ川を渡った時、ミルチャは10,000の兵士しか集められず、緒戦で敗北した。ミルチャはオスマン軍に対してゲリラ戦を展開し、小規模の攻撃と撤退を繰り返した。ワラキア軍はロヴィネ平原の戦いでオスマン軍に勝利を収め、オスマン軍はダニューブ川南岸まで後退した。
1395年、ミルチャは、ダン1世の息子とも一貴族ともいわれるヴラド1世に公位を簒奪された。1396年7月にジギスムントが提唱した反オスマン十字軍にミルチャも参加するが、同年9月25日のニコポリスの戦いで十字軍は瓦解する。ニコポリスの戦いの後、ミルチャはドブロジャをオスマン帝国に譲渡し、貢納を誓約した翌1397年にミルチャはハンガリーの支援を受けてヴラド1世を破り、ワラキア公に復位し、ダニューブ川を渡ったオスマン軍の前進を阻止する。1400年、ワラキア軍は再びオスマン軍に対して勝利を収める。
1400年、息子・ヴラド2世の舅となるアレクサンドル善良公を支援し、モルダヴィア公に即位させた。
1402年のアンカラの戦いにおいてバヤズィト1世がティムールに敗れ、オスマン帝国が分裂状態に陥ると（空位時代）、ミルチャは周辺のキリスト教国と連合して反オスマン運動を展開する。ジギスムント、セルビアのステファン・ラザレヴィチらと連合し、1404年にブルガリアで発生した反オスマン蜂起を支援し、ドブロジャを回復した。オスマン帝位を主張するバヤズィト1世の4人の遺児のうち、ミルチャは当初ムーサを支持したが、支持者を次々に変えてオスマン帝国に占領された土地の奪還を進める。1415年、メフメト1世の下で統一を回復したオスマン帝国に対して、ミルチャは領土の保持と信仰の自由を条件に臣従を誓約した。
1418年1月31日、ミルチャは死去した。死後、公位は彼の息子たちとダン1世の息子たちの間で争われ、政権は非常に短期間で交代した。それにより、公権は弱体化し、かわって地主貴族（ボイェリ）らの勢力が強まっていった。

## 政策

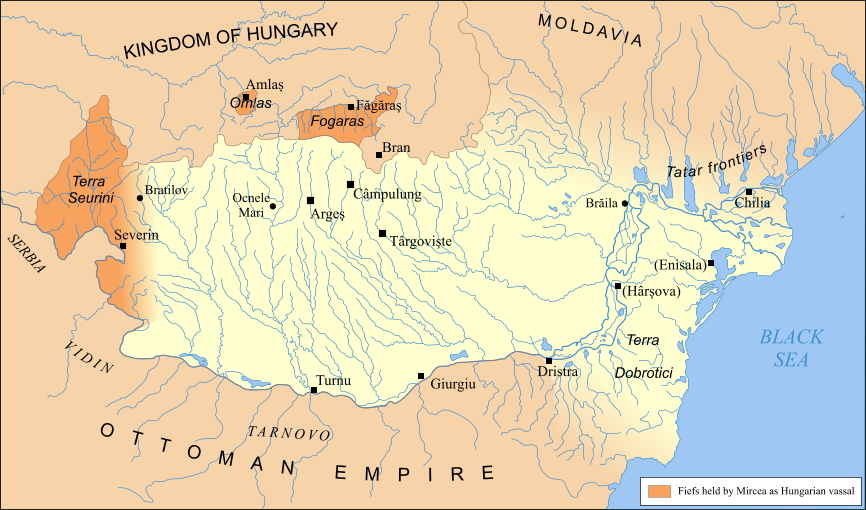
1390年のワラキアの支配領域

ミルチャ1世の治世にワラキアの版図は最大になった。政情の不安定な地域に建国されたワラキア公国の国境は常に変動していたが、ミルチャ統治下のワラキアは支配領域を拡大し続けた。北はオルト川、南はダニューブ川（ドナウ川）、西はダニューブ川の鉄門、東は黒海沿岸部まで広がり、ハンガリーの内乱を利用してトランシルヴァニア地方にまで勢力を広げた。
ミルチャ1世は公権を強化し、高度な統治機構を組織した。経済の発展によって国家の収入は増加し、ワラキアで鋳造された貨幣は国内外に広く流通した。ミルチャの治世にはポーランドとリトアニアの商人に特権を与え、ブラショヴの商人に付与されていた特権が更新される。一連の経済の発展は、ワラキアに軍事力を増強する余裕をもたらした。ダニューブ川沿岸部の要塞は増築され、都市民と農民から成る「大軍隊」が編成された。また、ミルチャは正教会に手厚い保護を与え、コジア（現在のヴルチャ県）にセルビアのウルセヴァ教会を模した教会を建立した。

## 翻訳元記事参考文献
- （ルーマニア語） Bogdan Petriceicu Hasdeu, Istoria critică a românilor, vol. I, Bucharest, 1875
- （ルーマニア語） A. D. Xenopol, Istoria românilor din Dacia Traiană, vol. I, Iaşi, 1889
- （ルーマニア語） Nicolae Iorga, Studii şi documente cu privire la istoria românilor, vol. III, Bucharest, 1901
- （ルーマニア語） Constantin C. Giurescu, Istoria Românilor, vol. I, Bucharest, 1938